# لیه‌زی
لیه‌زی (به لاتین: Liəzi) یک منطقه مسکونی در جمهوری آذربایجان است که در شهرستان آستارا و در دهیاری واگاه واقع شده‌است.